# 全徳寺 (所沢市)
全徳寺（ぜんとくじ）は、埼玉県所沢市にある曹洞宗の寺院。

## 歴史
永禄年間（1558年 - 1570年）、顧山明鑑によって開山された。顧山明鑑は現在の東京都西多摩郡日の出町の宝光寺の第2世住職である。
1940年（昭和15年）、武蔵野三十三観音霊場の第12番札所となった。観音霊場の札所の由来となった普悲観音が「観音堂」に納められている。
当寺の山号は「梅林山」である。「ロウバイの寺」として知られている。

## 交通アクセス
- 小手指駅より徒歩34分。